# Amazon.com
Amazon.com je internetový obchod patřící americké společnosti Amazon.com, Inc. se sídlem v Seattle ve státě Washington. Je to jeden z největších zasilatelských obchodních řetězců světa (společně s čínskou společností Alibaba). Jeff Bezos provozoval už v roce 1994, v začátcích internetu, knihkupectví Cadabra.com, které téhož roku přejmenoval na Amazon podle řeky Amazonky v Brazílii. V roce 1998 koupil také Internet Movie Database (IMDb) a Alexa.com. 
Čistý zisk společnosti se v roce 2019 vyčísloval částkou nad 82 miliard dolarů ročně. Jako jedna z mála společností dokázala Amazon.com růst i v časech ekonomické krize. Firma vyrábí také vlastní čtečky elektronických knih Amazon Kindle a tablet Kindle Fire. Amazon dovoluje i prodej malovýrobců v její síti, ale bere si za to 15 % provize.
V prosinci 2013 šéf společnosti, Jeff Bezos, prohlásil, že Amazon hodlá v USA dopravovat objednané zboží pomocí dronů/oktokoptér. Tuto službu nazval Prime Air a nadále ji testuje a rozvíjí.

## Amazon v Česku
4. prosince 2009 začaly evropské pobočky Amazon zasílat do ČR kromě knih, CD a DVD také zboží z ostatních produktových kategorií (elektronika, hračky atd.). V Evropě fungují k roku 2011 pobočky ve Velké Británii, Francii, Německu a Itálii.
V České republice funguje od roku 2015 sklad a zasílací centrum německé pobočky Amazonu, které sídlí poblíž Dobrovíze u Prahy, kde má centrum pronajaté do roku 2030. Dobrovízský Amazon zajišťuje svozové autobusy pro své zaměstnance z několika okolních měst. Směny pro skladové manipulátory začínají v 7:00 a včetně půlhodinové přestávky trvají 10 hodin a 10 minut. Základem jsou čtyři pracovní dny v týdnu, podle potřeby firmy jsou přidělovány přesčasy resp. další pracovní dny (které si zaměstnanci nemohou prohodit). Podmínkou pro prémie je mj. odpracovat všechny přidělené směny, omluvené absence (např. hospitalizace) automaticky znamená ztrátu prémií. Firma má vlastní systém penalizování přestupků a obrovskou fluktuaci zaměstnanců (jednu z největších na světě). 
Velmi podrobné jsou též její směrnice pravidla (mj. na pracoviště nesmí žádná elektronika a z nápojů pouze voda v průhledných lahvích, žádná hudba při práci, při chůzi po schodišti se povinně držet zábradlí, táhnout vozíky pouze oběma rukama, parkovat pouze zacouváním). Amazon ve svých skladech neustále inovuje a používá nejnovější technologie, včetně té pro sledování svých zaměstnanců (kamerový systém, elektronická identifikace, čipy, skenery) a analyzování jejich výkonu včetně nastavování individuálních kvót. Kromě skenerů čárových kódů, s možnostmi navigace pracovníka ke správnému místu ve skladu, v roce 2018 představil návrh pásku na ruku svých zaměstnanců-skladníků, který jim bude dávat vibrace, je má navádět, kterým směrem sahat k produktu, jež mají vybrat.
V případě skladu v Dobrovízi Amazon potvrdil složení 50 milionů korun určených pro stavbu obchvatu na vázaný účet, aby uklidnil obyvatele, kteří se obávají zvýšeného dopravního zatížení v obci, a začal hledat první zaměstnance, v první fázi na manažerské a podpůrné pozice. Naopak zastupitelé města Brna ani na potřetí neschválili podmínky, za kterých by Amazonu prodali městské pozemky, na kterých měl sklad stát. Za to sklidili kritiku od ministra Babiše.
Podle Jiřího Hlavenky, zakladatele Computer Pressu a InternetShops, má typ investice, který chce v Česku udělat Amazon, pro Česko pouze malou, možná dokonce zápornou přidanou hodnotu, neboť dojde ke zvýšení počtu kamionů pohybujících se po českých silnicích pravděpodobně o několik set (studie ukazující o jaké navýšení počtu kamionů půjde buď není nebo nebyla veřejně publikována), což zvýší opotřebení silnic a dálnic a následně potřebu rekonstrukcí a rozšiřování sítě, kterou platí stát. Jedná se tedy o externalitu.

## Kritika

### Skladníci
Britský dokument reportéra BBC ze série Panorama Amazon: The Truth Behind The Click přinesl skryté záběry ze skladu a denní a noční práce člověka, který v Amazonu po tři měsíce pracoval a jehož úkolem bylo skenovat a přinášet objednávané zboží. Tato nekvalifikovaná práce je v Amazonu 4 dny v týdnu, směna trvá zhruba 10¾ hodiny, včetně několika přestávek. Každému ze sběračů (pickerů) jsou po zapracování přiděleny osobní kvóty počtu vyzvednutého zboží za určitý čas resp. čas za vyzvednutí jednoho zboží (ten se může pohybovat i kolem 30 sekund, přičemž skenery jim odměřují čas k dosažení dalšího zboží v okamžiku, kdy naskenují stávající). Toto vyhledávání trvá nepřetržitě, bez chvilky odpočinku. Zaměstnanec může nachodit i 11 mil (17,7 km) za směnu. Kvóty jsou relativně vysoké a pokud je zaměstnanec nestíhá plnit, následují různé důtky a napomínání od nadřízených, vedoucí až k udělování jakýchsi „trestných bodů“. Trestné body získají zaměstnanci i za zpožděný příchod o 2 minuty a více nebo pokud si vezmou den volno. Po třech trestných bodech většinou dochází k jejich propuštění. Podle psychologů má toto vše v dlouhodobé míře neblahý efekt na zaměstnance po fyzické i duševní stránce. Další kritika zmiňuje například mnohdy dlouhodobou namáhavou práci s těžkými pojízdnými košíky pro zboží nebo docela časté výpadky osvětlení v různých částech skladu ústící v práci po tmě. Podobné „otrocké“ zkušenosti měla i americká investigativní novinářka.

### Management
Kritika se nevyhýbá ani střednímu a vyššímu managementu uvnitř firmy. Mezi kritizovaná témata se řadí:
- existence anonymních telefonních linek, pomocí kterých mohou zaměstnanci pomlouvat své kolegy
- implicitní vyžadování dostupnosti přes telefon či e-mail po pracovních hodinách, často i po půlnoci
- zaměstnanci jsou vybízeni k tomu, aby nadbytečně kritizovali návrhy svých kolegů a aby tak nepřímo podrývali jejich invenci
- existence „čistek“, ve kterých je vyhozena určitá část (např. 10 %) zaměstnanců podle jejich výkonnosti a posudků od druhých
- z toho vyplývající vysoká míra stresu (včetně konkrétních projevů jako např. žaludeční vředy)
- nedostatek rekonvalescence po závažných událostech z hlediska zaměstnance (jako např. léčba rakoviny nebo porod)
- nedostatek podmínek pro bezproblémovou práci (zarážející vzhledem k technické povaze společnosti) – například nově postavená hala s high-tech vymoženostmi pro monitorování skladníků, která ale postrádá klimatizaci a v níž zaměstnanci rutinně omdlévají v míře, ve které je u něj permanentně přistavena sanitka
- důsledkem je, že průměrná doba zaměstnání pracovníka ve středním vedení firmy je 1 rok a jen 15 % lidí je zaměstnáno 5 let nebo více.[19]

### Daně
Jiným kontroverzním počínáním je „daňová optimalizace“. Ve Velké Británii se tak firma vyhýbá placení daní. Za rok 2017 měl zisk 5,6 mld. dolarů; na daních nezaplatil nic. Evropská komise tak vyšetřuje dohodu Amazonu s Lucemburskem.
V souvislosti s otevřením skladu v Dobrovízi byli jednotliví prodejci povinni registrovat se k DPH v České republice. Finanční úřady však na tento nápor nebyly řádně připraveny a registrace tak v mnoha případech trvala i půl roku, ačkoliv lhůta pro vyřízení registrace činí 30 dní.

### Externality a pracující chudina
Podle analýzy administrativních pracovníků amerického státu Ohio (ve kterém je jedno ze skladištních center Amazonu) je 10 % zaměstnanců Amazonu (pracujících na plný úvazek) závislých na nějaké formě vládní podpory v hmotné nouzi (např. potravinové lístky), čímž se řadí mezi tzv. pracující chudinu. Současně tak dochází k efektu „kapitalizace zisku, socializace nákladů“, kdy Amazon přesouvá funkci hmotné podpory svých zaměstnanců na stát.

### Stanovisko Amazonu
Amazon ve svých prohlášeních tuto kritiku odmítá a odkazuje se na legalitu svého počínání.[zdroj?]

### Chytrá domácnost a cloud computing
Firma Amazon se dostala pod palbu kritiky také díky problémům se zařízením pro chytré domácnosti Amazon Echo. Tento chytrý reproduktor obsahuje virtuální asistentku Amazon Alexa, která ovládá další zařízení chytré domácnosti a také plní jednoduché příkazy majitelů (např. zapne oblíbenou hudbu, vyhledá informace na webu, zhasne světla apod. po vyslovení hlasového pokynu člověkem). Přestože systém Alexa má fungovat především na bázi umělé inteligence, takže majitele v domovech nikdo neposlouchá, reportéři agentury Bloomberg zjistili, že firma zaměstnává tisíc pracovníků, kteří vyhodnocují podle nahrávek z Alexy, jestli zařízení funguje správně a správně plní lidské příkazy. Cizí lidé tedy slyší, o čem se lidé za zavřenými dveřmi doma baví. Kromě toho zařízení Amazon Alexa občas dělá chyby a nahrává, když nemá. Objevil se i případ, kdy byla nahrávka domácí konverzace po chybném úsudku Alexy poslána na náhodné telefonní číslo ze seznamu majitele Alexy.